# Río Grande el Grijalva
Río Grande el Grijalva är en ort i Mexiko.   Den ligger i kommunen La Trinitaria och delstaten Chiapas, i den sydöstra delen av landet, 900 km sydost om huvudstaden Mexico City. Río Grande el Grijalva ligger 582 meter över havet och antalet invånare är 640.
Terrängen runt Río Grande el Grijalva är platt åt sydväst, men åt nordost är den kuperad. Runt Río Grande el Grijalva är det ganska tätbefolkat, med 83 invånare per kvadratkilometer. Närmaste större samhälle är Doctor Rodulfo Figueroa, 5,5 km väster om Río Grande el Grijalva. Omgivningarna runt Río Grande el Grijalva är en mosaik av jordbruksmark och naturlig växtlighet.